# داویت غاریبیان
داویت غاریبیان (ارمنی: Դավիթ Ղարիբյան؛ زادهٔ ۲۹ مهٔ ۱۹۹۰) مدل، بازیگر، کارگردان، مجری تلویزیون اهل ارمنستان است. وی از سال ۲۰۰۷ میلادی تا کنون مشغول فعالیت بوده‌است.